# Lista över karaktärer i Saw
Lista över karaktärer i Saw.

## Saw (kortfilm)

### Billy
- Röstskådespelad av Tobin Bell
- Medverkade i: Saw, Saw, Saw II, Saw III, Saw IV, Saw V, Saw VI, Saw 3D, Saw: The Video Game
- Status: Objekt

Billy är en buktalardocka skapad av John Kramer för att kommunicera med sina offer. Billy syns ofta i en TV när han talar med offren, men visar sig även personligen ibland. Billy har varit med i varenda Saw-film och har blivit en ikon för serien.

### David
- Spelad av Leigh Whannell
- Medverkade i: Saw

David var Jigsaws offer i kortfilmen Saw. Den här karaktären spelade Amandas roll i kortfilmen, som var en tidig version av "käkklyvar"-scenen. Han spelades av Leigh Whannell, som även spelade Adam i den första långfilmen.

## Saw 1–7
| Character          | Film           | Film            | Film            | Film            | Film            | Film            | Film            |
| Character          | Saw            | Saw II          | Saw III         | Saw IV          | Saw V           | Saw VI          | Saw 3D          |
| ------------------ | -------------- | --------------- | --------------- | --------------- | --------------- | --------------- | --------------- |
| John Kramer/Jigsaw | Tobin Bell     | Tobin Bell      | Tobin Bell      | Tobin Bell      | Tobin Bell      | Tobin Bell      | Tobin Bell      |
| Amanda Young       | Shawnee Smith  | Shawnee Smith   | Shawnee Smith   | Shawnee Smith   | Shawnee Smith   | Shawnee Smith   | Shawnee Smith   |
| Allison Kerry      | Dina Meyer     | Dina Meyer      | Dina Meyer      | Dina Meyer      | Dina Meyer      |                 |                 |
| Adam Stanheight    | Leigh Whannell | Leigh Whannell  | Leigh Whannell  |                 |                 |                 | Leigh Whannell  |
| Lawrence Gordon    | Cary Elwes     | Cary Elwes      |                 |                 |                 |                 | Cary Elwes      |
| Eric Matthews      |                | Donnie Wahlberg | Donnie Wahlberg | Donnie Wahlberg | Donnie Wahlberg |                 |                 |
| Daniel Rigg        |                | Lyriq Bent      | Lyriq Bent      | Lyriq Bent      | Lyriq Bent      |                 |                 |
| Mark Hoffman       |                |                 | Costas Mandylor | Costas Mandylor | Costas Mandylor | Costas Mandylor | Costas Mandylor |
| Jill Tuck          |                |                 | Betsy Russell   | Betsy Russell   | Betsy Russell   | Betsy Russell   | Betsy Russell   |
| Jeff Denlon        |                |                 | Angus Macfadyen | Angus Macfadyen | Angus Macfadyen | Angus Macfadyen |                 |
| Lynn Denlon        |                |                 | Bahar Soomekh   | Bahar Soomekh   | Bahar Soomekh   | Bahar Soomekh   | Bahar Soomekh   |
| Peter Strahm       |                |                 |                 | Scott Patterson | Scott Patterson | Scott Patterson |                 |
| Lindsey Perez      |                |                 |                 | Athena Karkanis | Athena Karkanis | Athena Karkanis |                 |

## Saw

### Adam Stanheight
- Spelad av: Leigh Whannell
- Medverkade i: Saw, Saw III
- Status: Avliden

Adam var en fotograf som anlitats av detektiv Tapp för att följa efter mannen han trodde var Jigsaw, Lawrence Gordon. Efter att Jigsaw fått tag i honom, kidnappades han och blev inkastad i en lek tillsammans med Gordon, där de båda gavs olika mål som de behövde klara av inom en vis tid. Efter att de misslyckats konfronterades de av Zep Hindle. Adam lyckades döda Zep, i tron att han var Jigsaw, medan Gordon försökte fly för att hämta hjälp till sig själv och Adam. Den riktiga Jigsaw visade sig då och lämnade Adam att dö efter att han försökt döda honom. Jigsaws lärling, Amanda, kom till Adam efter hans lek och kvävde honom till döds i ett försök att få slut på hans lidande. Hans ruttna lik visades i Saw II och Saw III. I Saw V avslöjades det att Adams efternamn var Stanheight.

### Alison Gordon
- Spelad av: Monica Potter
- Medverkade i: Saw
- Status: Levande

Alison medverkade i Saw som Gordons fru. Alison hölls som gisslan tillsammans med sin dotter av Zep Hindle som en del av Lawrences test. När Lawrence misslyckades med sitt test, var det menat att Zep skulle döda både Alison och hennes dotter, men de lyckades fly till säkerhet efter att detektiv Tapp ingripit.

### Allison Kerry
- Spelad av: Dina Meyer
- Medverkade i: Saw, Saw II, Saw III, Saw IV
- Status: Avliden

Allison var en av de första detektiverna att jobba med Jigsaw-fallet. Hon sågs först i Saw, där hon arbetade med David Tapp och Stephen Sing. I Saw II arbetade hon med Eric Matthews och Daniel Rigg, och hjälpte Matthew under hans test för att försöka rädda sin son, genom att uppmana honom att följa Jigsaws regler. I Saw III, efter att Matthews kidnappats och förmodats vara död efter händelserna i Saw II,  plågades Kerry av skuldkänslor för hans försvinnande. Hon och detektiv Mark Hoffman tilldelades ett fall där Hoffman påpekade att en fälla inte följde Jigsaws modus operandi, eftersom fällan inte gav offret en chans att fly. Hon blev senare fångad och satt i sin egen fälla, ("änglafällan"). Hon följde reglerna, men fällan, som konstruerats av Amanda Young, släppte henne inte och hennes bröstkorg slets upp. Hennes lik upptäcktes senare av Rigg och FBI. Det visade sig i Saw IV att hon också var en FBI-kontakt som skickade information till Peter Strahm och Lindsay Perez. Kerry gavs en minnesstund, tillsammans med andra poliser som dött under utredningen av Jigsaw-fallet, i Saw V.

### Amanda Young
- Spelad av Shawnee Smith

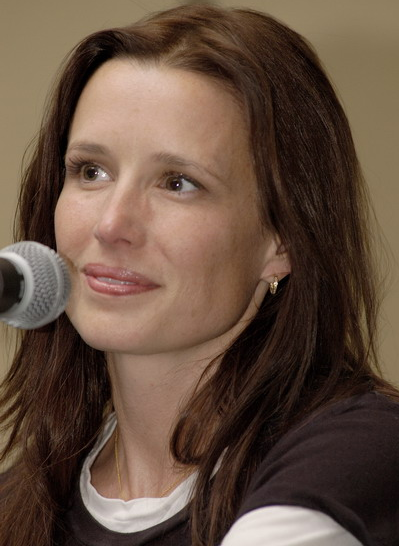
Smith spelade Amanda Young, Jigsaws lärling.

- Medverkade i: Saw, Saw II, Saw III, Saw IV, Saw V, Saw VI, Saw: The Video Game
- Status: Avliden

Amanda var en av Jigsaws tidigaste offer som lyckades överleva sin "lek". I tron att hon förändrats från sitt självskadebeteende, rekryterades hon av Jigsaw som hans lärling. Avsedd att fortsätta Jigsaws verk, blev hon desillusionerad av Jigsaws filosofi och började konstruera egna ofrånkomliga fällor avsedda att döda offret även om personen klarade testet. Hon dödades av Jeff Denlon efter att han sett henne skjuta hans fru, Lynn Denlon. Hon var med i ett flertal flashbacks i Saw IV - Saw VI.

### David Tapp
- Spelad av Danny Glover
- Medverkade i: Saw, Saw: The Video Game
- Status: Avliden

David Tapp var en polisdetektiv som undersökte Jigsaws tidiga brott. Ett flertal bevis ledde honom till att misstänkta Dr. Lawrence Gordon för att vara Jigsaw och ledde honom till ett gömställe. Tapp och hans partner Sing hittade dock istället den riktiga Jigsaw och försökte arrestera honom, men stoppades när mördaren aktiverade en fälla i närheten som hotade personen i den. Sing skyndade sig för att hjälpa offret medan Tapp försökte arrestera Jigsaw, men arresteringsförsöket slutade i katastrof då Jigsaw plötsligt vände sig om och skar upp halsen på Tapp. Sing följde efter Jigsaw, men blev dödad av en fälla. Tapp överlevde, men anklagade sig själv för sin partners död och blev besatt av tanken att fånga Jigsaw. Detta ledde till att han blev uppsagd. Han var fortfarande övertygad om att Gordon var Jigsaw och bestämde sig för att undersöka Lawrence privat, vilket ledde till att han stötte på Zep Hindle, som höll Gordons familj som gisslan. Tapp jagade och slogs med Zep, men blev skjuten och lämnad att dö. I Saw: The Video Game visar det sig att Jigsaw tar hand om Tapp tills han tillfrisknat och sedan placerad i en rad fällor på ett övergivet hospital, där han tvingas överleva en rad tester och andra offer som sänts för att döda honom. I spelets "frihetsslut", lyckas Tapp fly från hospitalet, men begår självmord kort därefter genom att skjuta sig i huvudet i sin lägenhet, eftersom han inte kunde bli av med sin besatthet av Jigsaw. I spelets "sanningsslut" blir Tapp galen och skickad till ett mentalsjukhus. I Saw V, ges Tapp en minnesstund. I videospelets handling hade Tapp en son vid namn Michael som testades i uppföljaren, Saw II: Flesh & Blood.

### Diana Gordon
- Spelad av Makenzie Vega
- Medverkade i: Saw
- Status: Levande

Diana är Lawrence Gordons dotter i Saw. Hon blir, tillsammans med sin mamma Alison Gordon, tagen som gisslan av Zep Hindle under hennes pappas test. Efter att Lawrence misslyckades med sitt test, blev Zep instruerad att döda Diana och hennes mamma, men ett ingripande av detektiv David Tapp tillät de båda att fly till säkerhet.

### Donnie Greco
- Spelad av Oren Koules
- Medverkade i: Saw, Saw III, Saw IV
- Status: Avliden

Donnie Greco sågs första gången i Amandas "omvända björnfälla"-scen i Saw. Han blev kraftigt lugnad (injicerad med en opioidöverdos) och kunde därför varken röra sig eller känna någonting under Amandas test. Nyckeln till den omvända björnfällan låg i hans mage och Amanda behövde skära upp honom för att få tag på nyckeln, vilket hon gjorde. Donnie sågs i en flashback i Saw III, där man ser Jigsaw göra i ordning fällan genom att måla ett frågetecken på Donnies mage. Han ses även i en flashback i Saw IV, där han går ut ur Jills avvänjningsklinik tillsammans med Paul Leahy. Han spelades av Oren Koules, som även är en av producenterna i serien.

### Jeff Ridenhour-Thomas
- Spelad av Ned Bellamy
- Medverkade i: Saw, Saw: The Video Game
- Status: Levande

Jeff sågs först i Saw som ett av Jigsaws offer. Jeff var fastbunden i en stol med två borrar riktade mot sin nacke. Efter att de aktiverades började borrarna röra sig mot hans nacke, men detektiv Sing lyckades få stopp på fällan, genom att skjuta borrarna. Han var även med i Saw: The Video Game, där han blev räddad av detektiv Tapp.

### John Kramer (Jigsaw)
- Spelad av Tobin Bell

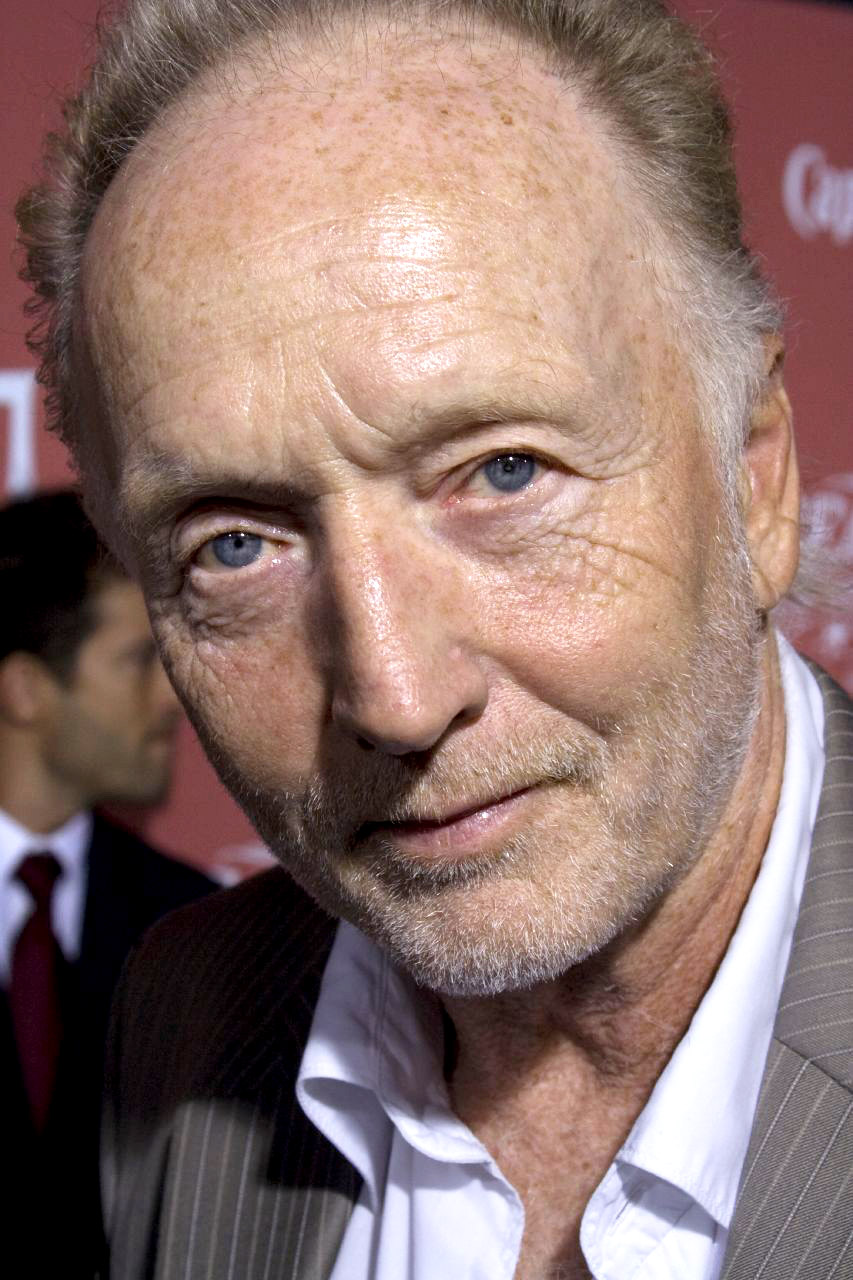
Bell har spelat John Kramer (Jigsaw) i alla filmerna

- Medverkade i: Saw, Saw II, Saw III, Saw IV, Saw V, Saw VI, Saw 3D, Saw: The Video Game, Saw II: Flesh & Blood
- Status: Avliden

John Kramer var en framgångsrik ingenjör. Han var gift med Jill Tuck och de väntade en son, Gideon. Men det blev missfall, orsakat av Amanda Young och Cecil, och John blev förtvivlad och fick sedan en inoperabel hjärntumör. Han försökte begå självmord, men överlevde. Efter det uppskattade han livet mer, då han insåg hur mycket han själv slösat bort av sitt liv. Med hjälp av sina pengar och sin skicklighet började John "testa" andra personer genom att placera dem i dödliga fällor, i hopp om att även de skulle börja uppskatta sina liv. De som misslyckades fick ett pusselbitsliknande del bortskuren från sina kroppar. Detta ledde till att han fick namnet "Jigsaw". John har tekniskt inte dödat någon. Det är offren själv som misslyckas med spelen och begår självmord oavsiktligt. John blev dödad av Jeff Denlon i Saw III.

### Lawrence Gordon
- Spelad av Cary Elwes

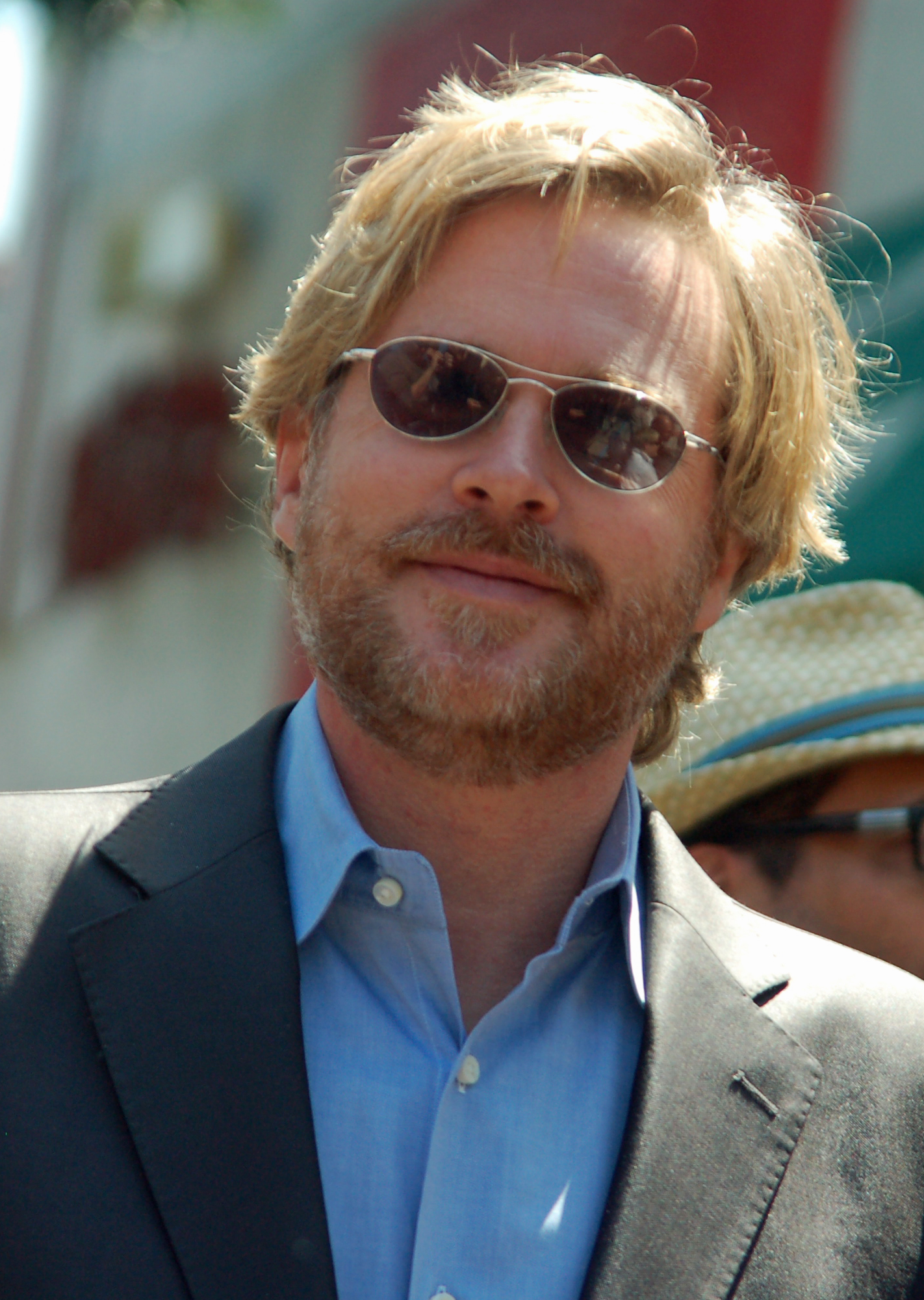
Cary Elwes spelade Dr. Lawrence Gordon i den första filmen och kommer att vara med i den kommande sjunde filmen

- Medverkade i:  Saw, Saw III, Saw 3D
- Status: Levande

Dr. Lawrence Gordon var mannen som diagnostiserade John Kramer med cancer, och var även misstänkt i Jigsaw-fallet. Jigsaw kidnappade Lawrence därför att denne hade en affär med sin sekreterare trots att han hade familj. Gordon sattes i en fälla tillsammans med Adam och fick i uppgift att döda honom innan tiden runnit ut, annars skulle hans fru och dotter bli avrättade. Han misslyckades med sitt test, men sågade istället av sin fot för att komma loss från kedjorna. Han kröp iväg och lovade att hämta hjälp till Adam. Under en flashback i Saw III sågs Gordon ligga medvetslös på badrumsgolvet. I Saw V avslöjades det att Hoffman gjorde Gordon till en Jigsaw-misstänkt genom att lägga Gordons penna vid en Jigsaw-brottsplats.
Det har blivit bekräftat att Gordon överlevde händelserna i första filmen och kommer att vara med i Saw 3D. Cary Elwes kommer att återvända som i rollen som Gordon.

### Mark Wilson
- Spelad av Paul Gutrecht
- Medverkade i: Saw
- Status: Avliden

Mark, en 30-årig mjukvaruanalytiker, var ett av Jigsaws första offer. Han blev vald därför att han låtsades vara sjuk för att slippa undan ansvar, trots att han var fullt frisk. Mark blev avklädd och tillsagd att han hade ett långsamt verkande gift i kroppen. Motgiftet var inlåst i ett kassaskåp i rummet, men för att få tag på det behövde han gå över golvet täckt av glassplitter och med ett stearinljus för att läsa koden som stod skriven på väggen. Han var dock täckt av ett brandfarligt ämne. Mark klarade det inte, utan råkade sätta eld på sig själv. Hans förkolnade lik hittades senare av polisen.

### Paul Leahy
- Spelad av Mike Butters
- Medverkade i: Saw, Saw IV, Saw V
- Status: Avliden

Paul var en av Jigsaws tidigaste offer, utvald eftersom han försökt begå självmord genom att skära upp sin handled trots att han hade ett bra liv med fru och barn. Paul placerades i en stor bur fylld med ett myller av taggtråd och fick 2 timmar på sig att krypa genom taggtråden. Paul dog av taggtråden innan han hunnit att nå utgången. Paul sågs i Saw IV, där han lämnar Jills drogklinik. I Saw V får man se Paul bli kidnappad av Jigsaw och Hoffman, båda iförda svarta dräkter och grismasker, inför hans test i Saw.

### Steven Sing
- Spelad av Ken Leung
- Medverkade i: Saw
- Status: Avliden

Steven Sing var en detektiv som blev kallad till en av Jigsaws offers brottsplatsundersökning. Han och hans partner, David Tapp, tilldelades fallet. Tapp hittade en ledtråd i en av kassettbanden som lämnats vid brottsplatsen, vilket ledde dem till Jigsaws gömställe. Väl där hittade de en man i en fälla med borrar riktade mot sin nacke. Jigsaw anlände till platsen och aktiverade fällan, vilket tvingade detektiverna att välja mellan att arrestera honom eller rädda Jeff. Sing sköt på borrarna och lyckades avaktivera dem. Han följde sedan efter Jigsaw genom lagerlokalen, efter att Jigsaw skurit upp halsen på Tapp. Medan han jagade Jigsaw, råkade han aktivera en snubbeltråd som orsakade att fyra hagelgevär sköt honom till döds. Sings död utlöste Tapps besatthet av Jigsaw. I Saw V gavs han en minnesstund.

### Zep Hindle
- Spelad av Michael Emerson
- Medverkade i: Saw
- Status: Avliden

Zep var ett sjukhusbiträde som jobbade på sjukhuset där John Kramer, Jigsaw, behandlades för sin cancer. Han skapade ett sorts band med John under hans behandling, men ansågs "ha egna bekymmer" av John. Han såg även mycket av sig själv i Zep, innan han blev diagnostiserad med cancer. Zep blev sedan tvingad av övervaka Adam Stanheight och Dr. Gordons lek. Om Lawrence misslyckades med att döda Adam före klockan 6 var Zep tvungen att döda Lawrences fru och dotter, som han höll som gisslan, för att rädda sig själv från giftet i sin kropp. Han skulle sedan även döda Lawrence för att få motgiftet av Jigsaw. Lawrence misslyckades, men hans fru och dotter lyckades fly från Zeps grepp, eftersom Zep blev attackerad av den före detta detektiven David Tapp, som sett det hela från sin lägenhet. Zep blev tvungen att fly ner i avloppen för att döda Lawrence, men Tapp följde efter och konfronterade honom. Zep lyckades skjuta Tapp i bröstet och fortsatte sedan mot badrummet. Lawrence sköt Adam och försökte även skjuta Zep, men han hade inte nog med kulor. När Zep skulle döda Lawrence, tog Adam tag i hans ben och drog omkull honom, för att sedan attackera honom med ett toalettlock och klubbade honom tills döds.

## Saw II

### Addison Corday
- Spelad av Emmanuelle Vaugier
- Medverkade i: Saw II, Saw IV
- Status: Avliden

Addison jobbade som prostituerad och var en av fångarna i "nervgashuset" i Saw II. Som de flesta andra offren i huset, hade hon blivit arresterad av Eric Matthews. Hon försökte samarbeta med de andra fångarna för att överleva, men efter att hon fått reda på att ett annat offer, Daniel, var son till Eric Matthews, valde hon att fortsätta ensam i jakten på motgiftet mot gasen som sakta dödade dem. I ett försök att nå ett motgift, fastnade hennes handleder mellan rakblad. Xavier hittade henne, men valde att inte hjälpa henne och hon lämnade henne att dö. I Saw IV syns hon i en flashback, där hon som prostituerad erbjuder John Kramer, innan han blev Jigsaw, lite "sällskap".

### Daniel Matthews
- Spelad av Erik Knudsen
- Medverkade i: Saw II, Saw V
- Status: Levande

Daniel var med i Saw II, han är Eric Matthews son. Efter ett gräl med sin pappa, försvann Daniel men visades vara kidnappad och placerad i en av Jigsaws fällor, tillsammans med ett flertal dömda fångar, som alla blivit ditsatta av Daniels pappa. Efter ett tag avslöjades det att han var Erics son och han blev därefter övergiven av många av de andra offrena. När det började bli ont om tid, samarbetade han med Amanda för att fly från Xavier, ett galet offer som jagade dem. Xavier hittade dem men Daniel lyckades rädda dem, genom att skära upp hans hals med en såg, vilket dödade honom. Efter detta avslöjas det att Amanda, Jigsaws nya lärling, hade tagit den medvetslösa Daniel till Jigsaws gömställe och låst in honom i kassaskåpet som en del av Eric Matthews test. Daniel medverkade även kort i Saw V, i en flashback där det avslöjas att detektiv Hoffman hade hjälp Jigsaw att göra i ordning fällorna i huset.

### Daniel Rigg
- Spelad av Lyriq Bent
- Medverkade i: Saw II, Saw III, Saw IV
- Status: Avliden

Daniel Rigg var en SWAT-polis som först dök upp i Saw II där han assisterade detektiverna Eric Matthews och Allison Kerry i arresterandet av Jigsaw, men misslyckades med att fånga honom eftersom Eric hjälpe Jigsaw att fly. Han blev befordrad till SWAT-chef före Saw III. Efter att enbart synts kort i Saw III, var han huvudpersonen i Saw IV, där han fick genomgå en serie av test, där han fick betänka m  Han blev skjuten i magen i sitt andra test; och det avslöjades i Saw V att han förblödde av skottet. Han får även en minnesstund i V, tillsammans med andra poliser som förlorat sina liv under Jigsaw-fallet.

### Eric Matthews
- Spelad av Donnie Wahlberg
- Medverkade i: Saw II, Saw III, Saw IV
- Status: Avliden

Eric Matthews var en detektiv som ledde ett SWAT-team till Jigsaws senaste gömställe i Saw II. Innan han kunde arresteras, avslöjade Jigsaw att han hade Erics son och att han skulle behöva leka i Jigsaws lek för att återse sin son. Det avslöjades att Eric valdes eftersom han planterat bevis för att säkra domar mot personer för brott de inte hade begått. Eric, orolig över sin son, vägrade att följa Jigsaws regler och som resultat hamnade Eric, fastkedjad, i samma badrum som Adam hade dött i. Han tog sig dock loss från bojan, genom att krossa sin fot, och började jagade Amanda, som fångat honom och som tidigare varit en av de som Eric satt dit. Han slogs med Amanda innan hon fick övertaget och lämnar honom för att dö. Jigsaw hittade Matthews, lagade hans fot och höll honom fångad tills hans kunde användas i en fälla för Daniel Rigg. Efter att Rigg misslyckades med sitt test, dog Matthews när hans huvud blev krossat av två isblock. Han gavs senare en minnesstund i Saw V.

### Gus Colyard
- Spelad av Tony Nappo
- Medverkade i: Saw II, Saw IV
- Status: Avliden

Gus var en affärsman som medverkade i Saw II som en fånge i nervgas-huset tillsammans med ett flertal andra offer. Efter att han vaknat upp i huset, blev Gus snabbt paranoid av de andra offrena och försökte hjälpa Xavier att fly rummet de var fast i. När Gus tittade in i ett kikhål i dörren, aktiverade Xavier av misstag en fälla, och ett skott avlossades genom Gus huvud. Som de andra offren, var Gus där för att han blivit ditsatt av Eric Matthews. Hans fälla var egentligen tänkt att vara "rakknivsfällan", eftersom han, enligt Jigsaw, alltid sträckte ut händerna i kakburken för pengar. Enligt Saw II-webbsidan var Gus 38 år gammal. Det visades i Saw V att hans familjenamn var Colyard, efter att agent Strahm gått igenom ett dokument.

### Jonas Singer
- Spelad av Glenn Plummer
- Medverkade i: Saw II
- Status: Avliden

Jonas visades i Saw II som en fånge i nervgashuset. Precis som de andra offeren i huset, hade Jonas blivit ditsatt av Eric Matthews, och det antyddes att han tidigare varit med i ett gäng. Fastän Jonas behöll sitt lugn och hanterade situationen bra, blev han till slut dödad av Xavier efter ett bråk. Enligt Saw II-webbsidan, var Jonas 41 år gammal. Det visades i Saw V att hans familjenamn var Singer, efter att agent Strahm gått igenom ett dokument.

### Laura Hunter
- Spelad av Beverley Mitchell
- Medverkade i: Saw II
- Status: Avliden

Laura visades i Saw II som en fånge i nervgas-huset tillsammans sju andra offer, alla, förutom en, ditsatta av Eric Matthews. I en flashback, avslöjas det att Obi Tate kidnappade henne åt Jigsaw. Under spelets gång, blir Laura svagare och svagare mentalt och kort efter att ha upptäckt att ett annat offer, Daniel Matthews, var sonen till mannen som satte dit henne, föll hon offer för den dödliga nervasen och dog i Amandas armar. Laura medverkade kort i Saw V, där hon ligger medvetslös medan Jigsaw och Hoffman riggar husets fällor. Enligt Saw II-webbsidan, var Laura 24 år gammal. Det visades i Saw V att hennes familjenamn var Hunter, efter att agent Strahm gått igenom ett dokument.

### Michael Marks
- Spelad av Noam Jenkins
- Medverkade i: Saw II, Saw IV
- Status: Avliden

Michael, en polisinformatör som jobbar för Eric Matthews, var med i öppningsscenen av Saw II, där han vaknar upp med två halvor av en spikfylld mask stängd runt sin nacke. Ett videoband från Jigsaw och en röntgenbild avslöjade att nyckeln hade blivit inopererad bakom hans högra öga, och en skalpell hade blivit lämnad i rummet så han skulle kunna ta ut den. Jigsaw tyckte att Michael hade slösat bort sitt liv genom att iaktta andras liv; för att överleva, måste han ge upp den förmågan. Han kunde inte förmå sig själv att skära ut sitt öga, så han blev dödad när maskens timer tog slut och den stängde igen sig, vilket krossade hans huvud.
Michael syntes igen senare i en flashback i Saw IV, i väntrummet på Jills klinik. Det visades i Saw V att hans familjenamn var Marks, efter att agent Strahm gått igenom ett dokument.
Han kommer att medverka i Saw 3D.

### Obi Tate
- Spelad av Tim Burd
- Medverkade i: Saw II, Saw III, Saw V, Saw: The Video Game
- Status: Avliden

Obi Tate var med i Saw II, som ett offer i nervgashuset tillsammans med ett flertal andra offer. Han isolerade sig från resten av gruppen tills de stötte på en fälla till Obi personligen, med ett meddelande som avslöjade att Obi hade hjälpt Jigsaw kidnappa de andra offren i huset. Två sprutor med motgift hade blivit placerade inuti en kall ugn; han kunde använda en till sig själv och ge bort den andra. När han kröp in och försökte ta sprutan, utlöste han en mekanism som stängde och tände på ugnen, vilket brände honom levande. En ledtråd som gavs på Obis band indikerar att han kunde räddat sig själv genom att vrida en ventil inuti ugnen, markerad med en bild på Djävulen. Han misslyckades dock att ta sig genom lågorna för att aktivera den och det klargörs aldrig om han förstod ledtrådens mening.
I Saw V, visas det att Obis efternamn var Tate, via en fil som agent Strahm observerar. Obi hade ett kort cameo-framträdande i Saw III i en flashback och i Saw V där han medvetslös görs i ordning inför sitt test i Saw II av Mark Hoffman. Obi medverkade i Saw: The Video Game där han blir räddad från en annan ugn av David Tapp. I spelet avslöjas det att Obi önskar at bli testad av Jigsaw upprepade gånger, eftersom han ser det som en "gåva". Enligt Saw II-kommentarerna anklagades Obi för att vara en mordbrännare.

### Xavier Chavez
- Spelad av Franky G
- Medverkade i: Saw II, Saw III, Saw V
- Status: Avliden

Xavier var en sociopatisk knarklangare som var med i Saw II. Instängd i nervgashuset, tvingades Xavier jaga efter ett motgift mot gasen som sakta dödade honom. Under fällorna offrade han andra, för att själv slippa skada sig. Likt de flesta andra i huset hade Xavier blivit ditsatt av detektiv Eric Matthews för brott han inte begått. Efter att ha kommit på instruktionerna som givits i början av leken, insåg Xavier att offren hade varsitt nummer skrivet i deras nackar som var kombinationen till kassavalvet innehållande en dos av motgiftet. Xavier började jaga de andra offren för att samla deras nummer innan han insåg att en av offren, Daniel, var sonen till Eric Matthews. Han fick tag på Daniel och Amanda i badrummet använt i Saw, men Daniel skar halsen av Xavier med en bågfil. Hans lik är med i början av Saw III, och han ses medvetslös med de andra offren i en scen från Saw V, där Jigsaw och Hoffman riggar husets fällor. Enligt Saw II-webbsidan, var Xavier 40 år gammal.
Det visades i Saw V att hans familjenamn var Chavez, efter att agent Strahm gått igenom ett dokument.

### Corbett Denlon
- Spelad av Niamh Wilson
- Medverkade i: Saw III, Saw V, Saw VI
- Status: Levande

Corbett var Lynn och Jeff Denlons försummade dotter i Saw III. Hon kidnappades och gömdes i Jigsaws gömställe. Hennes far fick reda på att hon var där när han dödade Jigsaw, där det avslöjades att han skulle behöva leka en till lek för att få tillbaka Corbett. Den leken utspelade sig dock aldrig, eftersom han blev skjuten av agent Strahm i Saw IV. Det bör noteras att Hoffman höll i en av Corbetts leksaker i en scen där han samtalade med Perez. Corbett hade ett kort framträdande i Saw V där hon sågs med gosedjuret som togs ut ur lagret och gavs till en polis av Hoffman. Efter sluttexten på Director's Cut-versionen av Saw VI pratar Amanda med Corbett genom dörren till rummet hon hålls gången i och säger till henne att inte lita på Hoffman när han räddar henne.